# Criminal: V hlavě zločince
Criminal: V hlavě zločince (též V hlavě zločince, v anglickém originále Criminal) je americký akční filmový thriller z roku 2016, který režíroval Ariel Vromen a napsali Douglas Cook a David Weisberg. Film pojednává o odsouzeném, kterému jsou implantovány vzpomínky mrtvého agenta CIA, aby mohl dokončit úkol. Ve filmu hrají Kevin Costner, Gary Oldman a Tommy Lee Jones, přičemž se jedná o druhou spolupráci všech tří po filmu JFK z roku 1991. Ve filmu se dále objeví Alice Eve, Antje Traue a Gal Gadot, přičemž zápletku uvede do pohybu smrt postavy Ryana Reynoldse na začátku filmu.
Hlavní natáčení filmu s rozpočtem 31,5 milionu dolarů začalo 4. září 2014 v Londýně. Film produkovaly společnosti Campbell-Grobman Films a Millennium Films a do kin byl uveden 15. dubna 2016. Od kritiků se dočkal vesměs negativních recenzí a s tržbami 38,8 milionu dolarů byl finančním neúspěchem.

## Děj
Španělský průmyslník a anarchista Xavier Heimdahl pověří svého spojence, hackera Jana Strooka, známého jako Dutchman, aby vytvořil program, který umožní obejít veškeré bezpečnostní kódy světových jaderných zbraní. Dutchman se vyděsí a snaží se program předat agentovi CIA Billu Popeovi. Ten ho ukryje v bezpečném domě, ale než může odhalit jeho polohu, Heimdahlovi muži ho zajmou a umučí k smrti.
Popeův nadřízený Quaker Wells se obrací na neurovědce Micaha Frankse, který vyvinul experimentální metodu přenosu vzpomínek mrtvého člověka do mozku živého. Tímto postupem se Popeovy vzpomínky vpraví do mozku násilníka Jerica Stewarta, který má po dětství poškozenou čelní část mozku a postrádá empatii.
Po operaci Jerico uteče, předstírá vlastní smrt a vloupá se do Popeova domu, kde drží jeho ženu Jillian jako rukojmí při hledání ukryté hotovosti. Začne však prožívat Popeovy vzpomínky a zjišťuje, že peníze jsou skryté za knihovnou, ale stále neví kde.
CIA zjistí, že Dutchman chce program prodat Rusům, protože se cítí zrazen agenturou. Jerico je vypátrán, když kontaktuje Dr. Frankse kvůli lékům. Zatímco se Jerico snaží najít Dutchmana, Heimdahl odláká Wellsovu pozornost falešným útokem na letišti. Mezitím Heimdahlova partnerka Elsa napadne Jerica a zabije jeho doprovod, ale Jerico unikne skokem s taxíkem z mostu.
Jerico se uchýlí k Popeově rodině a Jillian si postupně uvědomuje, že v něm zůstává část Popea, když vidí, jak si hraje s její dcerou Emmou. Ráno Jerico pochopí, že peníze jsou ukryté v univerzitní knihovně. Když je tam najde, zajme ho Heimdahl a požaduje, aby ho dovedl k Dutchmanovi. CIA i Rusové mezitím po Dutchmanovi pátrají.
Jerico si vzpomene, že Dutchman se skrývá v Jillianině kanceláři na univerzitě. Když tam dorazí, Elsa ho postřelí a zabije Dutchmana, ale Jerico ji smrtelně udeří lampou. Ukradne sanitku a ujíždí s flash diskem, který obsahuje program.
Dorazí na letiště, kde Heimdahl plánuje uprchnout. Jerico zachrání Jillian a Emmu, ale Heimdahl ho postřelí. Před smrtí mu Jerico prozradí, že Dutchman přeprogramoval program tak, aby odpálil první cíl, na který bude zaměřen. Heimdahl odpálí raketu – a nechtěně zničí vlastní letadlo.
O několik měsíců později je Jerico na pláži, kde Pope trávil líbánky s Jillian. Zdá se apatický, ale když ho Jillian s Emmou navštíví, reaguje jejich tajným gestem – poklepáním na nos, což znamená "Miluji tě". Wells si uvědomuje, že v něm Popeova osobnost přetrvává, a rozhodne se Jerica naverbovat do CIA.